# Uroballus henicurus
Uroballus henicurus är en spindelart som beskrevs av Simon 1902. Uroballus henicurus ingår i släktet Uroballus och familjen hoppspindlar. Inga underarter finns listade i Catalogue of Life.